# كيخسرو

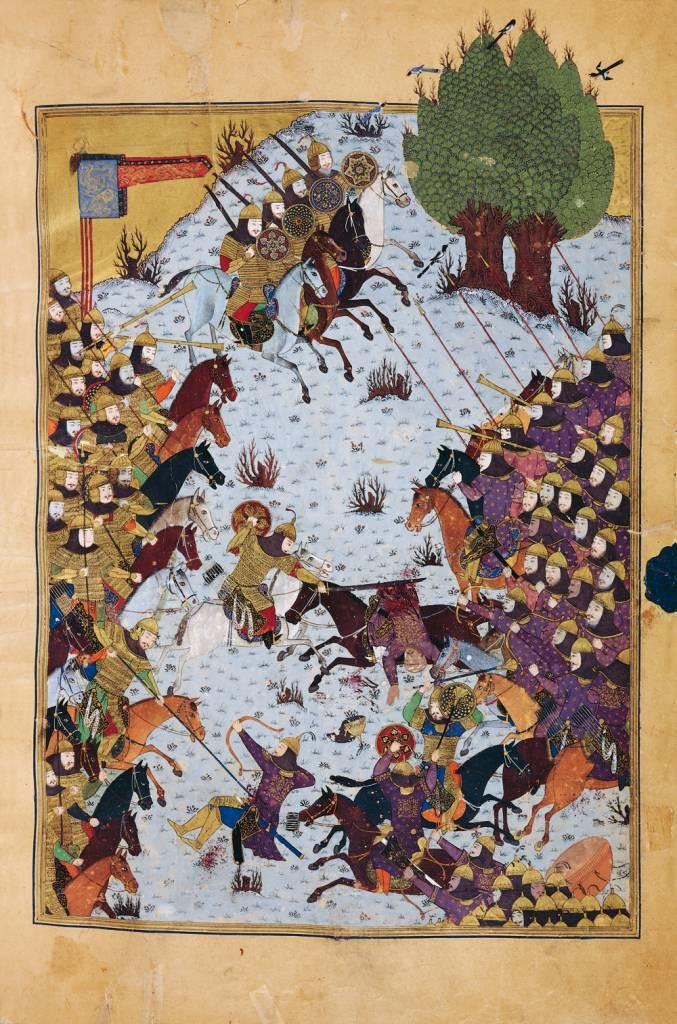
منمنمة فارسية تصور معركة بين جيش إيران بقيادة كيخسرو وجيش طوران بقيادة افراسياب

كيخسرو بن سياوش بن كيكاوس بن كيقباد؛ هو ثالث الملوك الكيانيين والثالث عشر من ملوك الشاهنامه. وهو بقية من المقدَّسين في الدين الآرىّ القديم. وهو آخر الملوك الذين تشترك فيهم أساطير الأفستا الايرانية والفيدا الهندية.

## في الأساطير والتواريخ
هو في القيدا سُشراوَس، وفي الأفستا كيهُسَروه. ويذكر في الأفستا كثيرا، ويشاد بسجاياه ومآثره: ففيها-« نعزي روح هُسَروه الملك المعظم ». وفيها أن هسرور المقدام الذي جمع الأمم الآرية أمة واحدة قرّب لبعض الأرواح قربانا وراء بحيرة كالِكَسته العميقة ذات الماء الملح، ودعاه أن يؤيده حتى يصير الملك المطاع في البلاد كلها، بلاد الشياطين وبلاد الإنس،....
و أنه قرّب إلى روح آخر وسأله أن يرعاه حتى يقتل السفاح التورانى فرنكرسيان(افراسياب) وراء بحيرة كائكسته ينتقم لأبيه سياوش ولأغريرث(أخى أفراسياب).
و في فصل آخر المجد المكلىّ الرائع تجسد في كقى هُسَروه لأجل الشطاط والقوّة والنصر والعلاء القاهر، ولأجل طاعة الشرع والاعتزاز به، ولأجل استئصال أعدائه بضربة واحدة. ولأجل العافية، ونسل تقى طيب حكيم يرأس المحافل، ولمُلك مجيد وحياة طويلة طويلة.
فصار الملك هسروه سيد الشعب. لم يستطع أن يمرّ خلال الغابة ذلك السفاحُ الذي كان يحادّه على صهوة الفرس. وعلا السيد هسروه على الناس جميعا. وقيد فرنكرسيان وكِرِسَوزده (أفراسياب وأخاه كرسيوز) لينتقم لأبيه ولأغريرث. وفي الأفستا كذلك أن هسروه بُرّئ من المرض والموت.
و يسميه الطبري كيخسرونه. وفي الآثار الباقية أن كيخسرو هو كورش وأنه يلقب همايون.
و يذكر في الأفستا بحيرة اسمها بحيرة هسروه تقرّب إليها القرابين، وهي على خمسين فرسخا من بحيرة كائِكَسته (أرمِية).
ثم قصة ولاد كيخسرو في توران: وتربيته بين الرعاة خوفا عليه من جدّه لأمه أفراسياب، وإشفاق جدّه من زوال ملكه على يده، وقتل الجدّ بيد حافده في النهاية- تشبه كل الشبه وما يرويه هردوت عن ولادة كورش وما كان بينه وبين جدّه لأمه استياجس ملك ميديا. وقد تقدّم أن البيروني بزعم أن كيخسرو هو كورش ومؤرخو الفرس والترك في هذا العصر يوافقون البيروني.
و مما يعزى إلى كيخسرو أنه سنّ للفرس الاغتسال في عيد تيرماه ومن آثاره- بزعمهم- نار ماجشنسف وبيت للنار يسمى ديركوشيد بين العراق وفارس، ومدينة أردبيل، ومدينة بكن في الصين.

## كيخسرو في الشاهنامه
و عهد كيخسرو أطول عهود الشاهنامه، يستغرق أكثر من خمس الكتاب وهو سبعة أقسام:
خمسة منها تقص من أنباء الحرب المستمرة بين إيران وتوران، واثنان فيهما قصتان منفصلتان ولكنهما تنتهيان بحرب بين الأمتين أيضا:
1. إرسال الجيش يقوده طوس إلى حرب أفراسياب. ويتخلل هذا الفصل فاجعة فرّود أخى كيخسرو. وانتهى هذا الفصل بهزيمة الإيرانيين.
2. حرب كاموس الكشانى وخاقان الصين. وفي هذا الطور يقود الحرب رستم وتدور الدائرة على أعداء إيران.
3. حرب رستم وأخوان ديو
4. قصة منيجة بنت أفراسياب وبيجن بن جيو بن جوذرز.
5. حرب يازدهرخ.(الإحدي عشر)
6. الحرب الكبرى بين الملكين كيخسرو وأفراسياب.

و في هذه الوقائع يبلغ الجلاد بين الأمتين أشدّه. ويزاد على الثارات القديمة ثار بنى جوذرز السبعين الذي قتلوا في المعارك الأولى. وينهزم الإيرانيون أول الأرم ثم ينتصرون، ثم يسيّر الإيرانيون أربعة جيوش ويلاقى الجيشُ الأعظم يقوده جوذرز، جيشَ توران يقوده پيران، ويبارز أحد عشر بطلا إيرانيا مثلهم من توران. فيُقتل التورانيون جميعا إلا قاتل سياوش كروي فيبقى ليقتله كيخسرو انتقاما لأبيه.
ثم يتبارز القائدان بيران وجوذرز فيقتل بيران الذي قاد حرب التورانيين في أطوارها كلها.
و لا يبقى إلا أفراسياب فيقدم كيخسرو ويلتقى الملكان في وقائع عديدة يظفر فيها كلها كيخسرو فيهرب أفراسياب ثم يؤخذ فيقتل.
أن القصة في هذا العهد قد هُيئت للختام في أطوار مختلفة. وأبطال هذا الطور، بعد رستم بطل الأبطال، أسرة جوذرز ثم طوس بن الملك نوذر وفريبرز ابن الملك كيكاوس.

## إصعاده إلي السماء
يأس الملك كيخسرو وضجره من الحياة. وسأله الملوك والأمراء والأعيان عن سر احتجابه واختفائه عنهم. فأرسل الإيرانيين رسلهم إلى زال ورستم ليذهبا إلي كيخسرو. ثم سلم الملك كيخسرو ثيابه وأسلحته إلى رستم. وأعطى خيله ورعيله طوس بن نوذر. ووهب بستانه ومجلسه لجوذرز بين كشواذ. ووهب سرادقه وخيمه ودوابه المربوطة عنده لفريبُرز بن كيكاوس. فاستخلف الملك كيخسرو لهراسب للحكم بعده وأعرض عن الملك والحكومة. ثم ذهب الملك إلي الجبل واختفي في البرد. بحث الأبطال عن الملك كيخسرو بين الثلوج وبقوا يضطربون تحت الثلج حتى هلكوا أجمعين الا ثلاثة منهم؛ رستم وزال وجودرز.
قصة انقباض كيخسرو واعتزاله وإصعاده في الجبل وارتفاعه إلى السماء حيا تشبه قصة في الحماسة الهندية العظيمة المهابهارته حيث يعتزم يدهشترا أن يعتزل الملك، ويقتدى به إخوته ويودّعهم الرجال والنساء ثم يرجع المودّعون، ويستمرّ السائحون في رحلتهم حتى تعترضهم صحراء عظيمة فيهلكون في رمالها ما عدا يدهشترا. فيسير قد ما لا يلتفت إلى شيء، ومن ورائه كلبه، حتى يدخل السماء حيا.

## الكأس الذي يري به العالم
كان للملك كيخسرو كاساً يري به العالم حسب الشاهنامة والأساطير الإيرانية الدينية والتاريخية. وكان الملك كيخسرو يأخذ الكأس ينظر فيه ويطالع أحوال الأقاليم. وهذا الجام يذكر كثيرا في الشعر الفارسي باسم جام جم أو جام كيخسرو.
و في نزهة القلوب أن في حدود جنبدق بئر فيها حمام كثير، ولا يعرف أحد غورها. ويهبط فيها الهابط أكثر من 500 ذراع ثم لا يستطيع المزيد لشدة البرد. وتقول العامة أن كيخسرو وضع في هذه البئر الكأس التي كان يرى فيها العالم.